# Japania ipswichia
Japania ipswichia is een vliesvleugelig insect uit de familie van de Trichogrammatidae. De wetenschappelijke naam is voor het eerst geldig gepubliceerd in 1922 door Alexandre Arsène Girault.